# S.S. Ischia Isolaverde
Soca Sportiva Ischia Isolaverde (trước đây là Associazione Sportiva Dilettantistica Ischia Benessere & Sport, được biết đến đơn giản là Ischia) là một câu lạc bộ bóng đá chuyên nghiệp của Ý nằm ở Ischia, Campania.

## Lịch sử

Logo cũ

Đội đã chơi ở Serie C2 từ 1983 đến 1987, và sau đó là Serie C1 cho đến năm 1990, khi Ischia xuống hạng ở Serie C2. Ischia trở lại Serie C1 vào năm sau, và chơi ở giải hạng ba Ý cho đến năm 1998, khi câu lạc bộ bị liên đoàn hủy bỏ vì những rắc rối tài chính.

### Scudetto Dilettanti 2012-13 và trở lại thi đấu chuyên nghiệp
Vào năm 2012-13, Ischia được thăng hạng lên Lega Pro Seconda Divisione và cũng giành được Scudetto Dilettanti dưới sự hướng dẫn của huấn luyện viên trưởng Salvatore Campilongo. Mùa giải đầu tiên của câu lạc bộ trở nên chuyên nghiệp trở nên rắc rối hơn khi huấn luyện viên trưởng Campilongo bị sa thải trong mùa giải và thay thế bằng Antonio Porta, người đã dẫn dắt câu lạc bộ đến vị trí thứ bảy và một suất tham gia mùa khai mạc của giải đấu Lega Pro thống nhất, giải hạng ba của bóng đá Ý. Sau khi kết thúc mùa giải, chủ tịch Raffaele Carlino (một doanh nhân quần áo quốc gia) đã từ bỏ vai trò của mình trong hội đồng quản trị, chỉ còn lại là nhà tài trợ câu lạc bộ chính, và cựu thủ môn của Napoli và Giuseppe Taglialatela ở địa phương được bầu làm chủ tịch mới.

## Màu sắc và huy hiệu
Màu sắc của đội là vàng và xanh.

## Danh dự
Serie D:
- Scudetto Dilettanti: Vô địch (1): 2012 -13
- Vô địch (1): 201213